# Pacha Ágoston
Pacha Ágoston (németül: Augustin Pacha) (Móricföld, 1870. november 26. – Temesvár, 1954. november 4.) katolikus pap, temesvári püspök.

## Pályafutása
Egy bánáti sváb községben nőtt fel, az általános iskolát is ott végezte. A gimnáziumot 1881 és 1889 között Kecskeméten, Szegeden és Temesváron, a teológiát Temesváron végezte. 1893. augusztus 12-én szentelték pappá Temesváron.
1892. december 1-jétől püspöki jegyző és mezőkovácsházi káplán, 1894. október 1-jétől püspöki szertartó volt. 1896 és 1898 között a húsvéti időszakban magyar munkások lelkipásztoraként szolgált Bukarestben és Brăilában. Püspöki titkár (1902), tiszteletbeli csanádi kanonok (1906), székesegyházi kanonok (1911), majd püspöki irodaigazgató (1912. január 19.), zsinati vizsgáztató (1913), ezt követően szepesi címzetes prépost (1915). Három püspök mellett szolgált bizalmi pozícióban: 1907-ig Dessewffy Sándor, 1911-ig Csernoch János, majd 1923-ig Glattfelder Gyula mellett.

### Püspöki pályafutása
Az első világháború befejezését követően a csanádi egyházmegye területét feldarabolták, a Bánát csaknem kétharmada Romániához került. Az ősi püspökség legnagyobb részét, 163 plébániával és az egyházmegye központjával, Temesvárral a Román Királyság kapta. Az egyházmegye romániai részén 1923. február 17-én, Temesvár központtal apostoli kormányzóságot állítottak fel. 1923 márciusában, Glattfelder Gyula csanádi püspök kényszerű Magyarországra (Szegedre) távozása után Pacha Ágoston az egyházmegye romániai részének apostoli adminisztrátora lett. 1927. április 27-én lebedói címzetes püspökké nevezték ki; május 15-én Temesváron szentelte püspökké Angelo Maria Dolci pápai nuncius, Majláth Gusztáv Károly erdélyi püspök és Alexandru Nicolescu lugosi görögkatolikus püspök segédletével.
A román konkordátum értelmében az 1930. június 5-én megalapított Temesvári egyházmegye első püspöke lett, székét szeptember 29-én foglalhatta el. Elődeinél fontosabbnak tartotta a hívőkkel való közvetlen érintkezést, templomok sorát szentelte fel, s bérmaútjain a legtávolabbi falvakat is felkereste.
Az 1930-as években megpróbálta az egyházmegyét távol tartani a politikai feszültségektől. 1934-es berlini látogatásakor fogadta őt Adolf Hitler is, akinél sikertelenül próbált engedményeket elérni. 1941-ben arra kényszerült, hogy az egyházi iskolákat átadja az NSDAP der deutschen Volksgruppe in Rumänien nevű nemzetiszocialista szervezetnek. 1939 és 1944 között a román szenátus tagja volt. Német nemzetiségét intézkedéseiben is éreztette: a szemináriumban éveken át nem, vagy csak alacsony szinten oktatták a magyar nyelvet, így onnan magyarul nem beszélő papok is kikerültek; emellett szerepe volt abban, hogy a bánáti svábok elfordultak a magyaroktól. Az 1944 végi német kitelepülés, majd kitelepítés a hívek számát jelentősen csökkentette.
Az 1948. augusztus 4-én kiadott román kultusztörvény már a temesvári egyházmegyét sem ismerte el önálló püspökségnek. Ez évtől csupán mint esperesség folytathatta tevékenységét. A szerzetesrendek és a különböző egyházi szervezetek működését betiltották. A papi szemináriumot és a felekezeti tanintézeteket bezárták, az épületeket elkobozták. Amikor szovjet kezdeményezésre az egyházat a békepapság intézményével próbálták megosztani, Pacha Ágoston éles hangú körlevélben ítélte ezt el, amit 1950. június 4-én olvastak fel a Temesvári székesegyházban. Július 19-én Pacha püspököt letartóztatták, és a szeptember 11–17. között a bukaresti katonai törvényszéken megrendezett kirakatper során az akkor 81 éves püspököt állítólagos vatikáni kémként 18 évi fegyházra, 50 ezer lej perköltségre és Heber János (1910–1988) egyházmegyei titkárral közösen 306 ezer lej kártérítésre ítélték.
A börtönben csaknem teljesen megvakult. 1954. május 31-én bocsátották szabadon, haláláig újra kormányozta az egyházmegyét. Sírja a temesvári székesegyházban található.

## Művei
- A magyarok nagyasszonyának tisztelete Temesvárott. Temesvár, 1901
- Isten gondot visel. Szilveszter-esti szentbeszéd. Temesvár, 1907
- A mi hőseink. Szentbeszéd. Temsevár, 1915[2]
- Predigt zur Zweihundertjahrfeier der deutschen Ansiedlung im Banat, 1923[3]
- Directorium Romano-Csanadiense pro a. D. 1926... Temesvár, 1925
- Főpásztori üzenet az 1927. évi nagyböjtre. Temesvár, 1927 (németül is)
- Gedenkblätter an die Bischofsweihe des apostolischen Administrators Augustin Pacha. Temesvár, 1927[2]
- Rückblick auf die ersten fünf Jahre der Temeswarer Apostolischen Administratur 1923–1928, 1928[3]
- Főpásztori szózat, melyet Pacha Ágoston temesvári megyéspüspök püspöki székfoglalása alkalmából híveihez intézett. Temesvár, 1930 (németül is)
- Ordo divini officii recitandi sacrique peragendi iuxta calendarium... Temesvár, 1933[2]